# Orphnurgus
Orphnurgus is een geslacht van zeekomkommers uit de familie Deimatidae.

## Soorten
- Orphnurgus asper Théel, 1879
- Orphnurgus aspersignis Thandar, 1992
- Orphnurgus bacillus Cherbonnier & Féral, 1981
- Orphnurgus dorisae Pawson, 2002
- Orphnurgus glaber Walsh, 1891
- Orphnurgus insignis Fisher, 1907
- Orphnurgus natalasper Thandar, 1992
- Orphnurgus protectus (Sluiter, 1901)
- Orphnurgus vitreus (Fisher, 1907)